# Star King

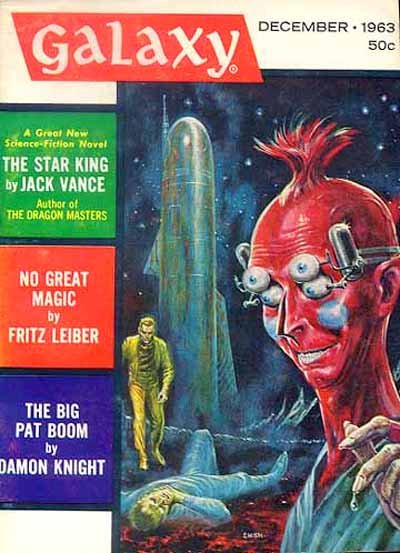
Star King a fost serializat în Galaxy Science Fiction cu o ilustrație a copertei de Ed Emshwiller

Star King (publicat și sub numele de The Star King) este un roman științifico-fantastic al scriitorului american Jack Vance, primul din seria sa „Demon Princes”. Spune povestea unui tânăr, Kirth Gersen, care își propune să urmărească și să se răzbune pe primul dintre Prinții Demoni, cei cinci criminali care au masacrat sau au înrobit aproape toți locuitorii din lumea colonie în care a copilărit.
Star King a fost inițial publicat în foileton în edițiile din decembrie 1963 și februarie 1964 ale revistei Galaxy, sub numele de The Star King. Antagonistul cărții a fost inițial cunoscut sub numele de Grendel Monstrul și, ulterior, a fost redenumit Attel Malagate pentru versiunea de roman. Versiunea din revistă a avut o copertă și ilustrații interioare de Ed Emshwiller. 
Cu toate că Vance a câștigat premiul Hugo pentru cea mai bună povestire din 1963 pentru „The Dragon Masters”, Star King nu a câștigat premiul, așa cum este pe jumătate sugerat de desenele de pe primele coperți ale lucrării.  

## Rezumat
Gersen are o scurtă vacanță la Taverna Smade, singura așezare de pe planeta Smade, care este un hostel considerat „teren neutru” de Dincolo pentru escroci și oameni cinstiți, deopotrivă. Aici întâlnește un explorator care are o problemă: Lugo Teehalt care a descoperit o lume frumoasă și nealterată - dar care a aflat că angajatorul său este cunoscutul criminal Attel Malagate, „Malagate Woe”, iar Teehalt nu poate suporta să-și vadă planeta desfrânată de acesta. Cu toate acestea, unii dintre oamenii lui Malagate îl ucid și îi fură nava spațială parcată în apropiere. Din întâmplare, nava spațială a lui Gersen este același model obișnuit ca al lui Teehalt; iar hoții au luat nava greșită. Gersen pleacă în nava bărbatului decedat și astfel intră în posesia dispozitivului de navigație care conține coordonatele planetei. 
Gersen merge în căutarea identității angajatorului lui Teehalt. El stabilește repede că misiunea sa a fost sponsorizată de cineva de la Sea Province University, o instituție importantă de pe planeta Alphanor din Rigel Concourse și restrânge alter ego-ul lui Malagate la unul dintre cei trei bărbați, toți oficiali înalți de la universitate. Toți neagă că au cunoștință despre Lugo Teehalt. Până acum, Gersen a întâlnit doi dintre locotenenții-șefi ai lui Malagate, pe care i-a văzut mai devreme la Taverna Smade: Tristano Pământeanul și Sivij Suthiro de pe planeta Sarkoy. Știe că Malagate este conștient de ceea ce are el în posesie, dar nu-i cunoaște motivația. 
El a dedus, de asemenea, că Malagate nu este uman, ci mai degrabă un „Star King”, un membru al unei specii care poate evolua rapid în câteva generații pentru a semăna cu cel mai de succes rival al său. După ce a contactat oamenii, rasa Star King a început să-și schimbe aspectul pentru a părea tot mai mult ca oamenii. Cei care au evoluat cel mai mult se pot preface cu ușurință că sunt oameni. 
În timpul vizitei sale la Universitate, Gersen face cunoștință cu Pallis Atwrode, un asistent cleric. În timp ce cei doi se bucură de o seară, sunt atacați de un alt locotenent al lui Malagate, hidosul Hildemar Dasce. Gersen este lăsat inconștient și Pallis este răpit. Printr-o combinație de muncă de detectiv și noroc, el îi urmărește într-o bază secretă aparținând lui Dasce. El îi ia pe cei trei oficiali să vadă lumea lui Teehalt, pe care ei sunt interesați să o achiziționeze, iar pe parcurs, Gersen se oprește în cele din urmă să-l salveze pe Pallis și să-l prindă pe Dasce.  Pallis împreună cu un alt prizonier al lui Dasce  - Robin Rampold, a fost torturat de ani buni. 
Gersen îl convinge pe Dasce că Malagate l-a trădat și apoi îi permite lui Dasce să-l învingă. Încercarea lui Dasce de a se răzbuna pe Malagate dezvăluie identitate sa de Star King. În combinație cu alte dovezi circumstanțiale puternice, acest lucru îi convinge pe ceilalți doi bărbați să accepte acuzațiile lui Gersen. După atacul și zborul nereușit al lui Dasce, Gersen îi spune lui Malagate că urmează să fie executat sumar. Cu toate acestea, Malagate reușește să scape singur, doar pentru a fi ucis oribil câteva minute mai târziu de una dintre formele de viață autohtone din lumea lui Teehalt. La cererea sa, Rampold a rămas în urmă. Ulterior întoarce privirea asupra fostul său torționar și începe un program pe termen lung de răzbunare. 

## Personaje

### Malagate
Malagate “The Woe”  își păstrează anonimatul, stabilind modelul pentru majoritatea celorlalți prinți demoni - Demon Princes. Are reputația de a fi cel mai periculos dintre criminali și nu are nicio reținere în a-l ucide pe recalcitrantul Lugo Teehalt și nu face nimic atunci când Gersen îl prinde pe locotenentul său de încredere, Hildemar Dasce. Un renegat printre rasa Star King, Malagate are un obiectiv relativ rezonabil (în comparație cu restul prinților demoni) de a întemeia propriul popor în noua lume pe care Teehalt a descoperit-o. 

### Hildemar Dasce
Locotenentul hidos al lui Malagate, poreclit „Frumusețe”, ale cărui farmece naturale nu s-au îmbunătățit după ce, în trecut, Robin Rampold i-a tăiat pleoape și i-a despicat nasul. El refuză să-și înfrumusețeze trăsăturile și, în schimb, își accentuează urâțenia cu tonuri de piele nemaipomenite. Se auto-denumește Mr. Spock și păstrează un ascuns secret numit „Thumbnail Gulch“ pe o stea neagră moartă, un tovarăș binar apropiat al unei pitici roșii. Acolo îl închide pe Rampold, supunându-l la mulți ani de torturi intermitente, atât fizice, cât și psihologice, ca răzbunare. 

### Sivij Suthiro
Un maestru al otrăvilor de pe Sarkoy, cel de-al doilea dintre locotenenții lui Malagate și denumit un hatman (probabil un titlu sau un rang Sarkoy). El, Dasce și Tristano Pământeanul se ocupă de Teehalt. Mai târziu drumul lui se intersectează cu cel al lui Gersen în trei ocazii; ironic, Gersen îl otrăvește la a doua întâlnire și îl informează pe Suthiro că este un muribund fără șanse, deși în final este obligat să-l împuște. Prin propriile sale convingeri, Suthiro nu este atât de rău; „Eu ucid doar când trebuie sau când am un profit din asta”, explică el, iar conform standardelor de pe Sarkoy, acest lucru îl poate face într-adevăr un model al reținerii de a face rău. 

### Tristano Pământeanul
Al treilea om al lui Malagate este un bărbat scurt, dar puternic construit, specializat în lupte nearmate - se spune că „ucide cu atingeri de mână”. Cu toate acestea, el nu este un adversar redutabil pentru Gersen. Când se întâlnesc, Tristano este rănit grav, dar nu este însă ucis și nu mai joacă niciun rol în complot după aceea. 

### Smade
Constructorul și proprietarul Tavernei Smade, singura așezare de pe sumbra Planetă Smade. Smade insistă asupra păcii în interiorul tavernei sale, iar orice transgresor este aruncat în mare de pe faleza din apropiere. Uciderea lui Teehalt îl deranjează, la fel de mult pe cât fapta aceasta ar fi putut fi săvârșită în afara tavernei sale. Pe de altă parte, Smade trăiește mulțumit într-o căsătorie poligamă cu mulți urmași, acceptând cu calm că printre clientela se află unii dintre cei mai notorii criminali ai galaxiei. 

## Star Kings
Regii Stelelor - Star Kings este o specie extraterestră asexuală a cărei strategie de mare succes este să evolueze într-un ritm furios pentru a deveni ca și cei mai de succes concurenți ai acestora. Potrivit lui Kirth Gersen, dezvoltarea lor pe lumea lor de origine, pe care o numesc „Ghnarumen” ( Lambda Gruis III), a fost profund influențată de introducerea artificială a oamenilor neandertali în preistorie. În mileniile următoare, neanderthalii s-au dovedit a fi cea mai puternică specie, astfel încât Regii Stelelor au crescut mai întâi pentru a semăna cu ei, apoi pentru a-i întrece și a-i extermina de pe Ghnarumen. Astfel, atunci când Regii Stelelor au intrat mai târziu în contact cu umanitatea spațială, au început imediat să imite homo sapiens, conduși de instinctul lor de a excela și a depăși. 
Temperamentul și motivațiile lor sunt cu mult diferite de cele ale oamenilor, dar cei mai evoluați (adică cei mai umani) sunt capabili să se aventureze în societatea umană fără a fi observații.  